# 2,5-Diméthoxy-p-cymène

Formule topologique du 2,5-Diméthoxy-p-cymène

Le 2,5-diméthoxy-p-cymène, ou éther diméthylique de thymohydroquinone, est un composé phytochimique présent dans les huiles essentielles des plantes de la famille des astéracées. Ces huiles essentielles, qui contiennent le composé comme élément majeur de l'huile, ont des propriétés antifongiques, antibactériennes, et insecticides.

## Occurrence naturelle
Le 2,5-diméthoxy-p-cymène est présent dans une variété d'huiles essentielles de plantes différentes. Les exemples comprennent :
- Ayapana triplinervis (92,8 %)[4] ;
- Apium leptophyllum (50,7 à 80,24 %)[5] ;
- Purpura à cyathocline (57,4 %)[2] ;
- Arnica montana (32,6 %)[6] ;
- Laggera crispata (32,2 %)[7] ;
- Blumea perrottetiana (30,0 %)[3] ;
- Eupatoire capillifolium (20,8 %)[8] ;
- Sphaeranthus indicus (18,2 %)[9] ;
- Limbarda crithmoides (16,4 %)[10] ;
- Bubonium imbricatum (16,2 %)[1].

## Synthèse chimique
Le 2,5-diméthoxy-p-cymène peut être synthétisé à partir du carvacrol par halogénation aromatique suivie d'une substitution nucléophile avec du méthylate de sodium et d'une synthèse de Williamson à l'aide d'iodure de méthyle.